# Тугомир Алауповић
Тугомир Марко Алауповић (Долац код Травника, 18. августа 1870 — Загреб, 9. април 1958) био је професор Сарајевске гимназије, песник, приповедач и политичар. Поред богате политичке биографије био је и министар вере у влади Краљевине Срба, Хрвата и Словенаца. Написао је неколицину књижевних дела која су преведена на француски, немачки, чешки и италијански језик. Један је од покретача Хрватског друштва за намештење деце у занате и трговине Сарајево, а касније је творац промене имена друштва у Напредак. Он је био члан Главног одбора српског Друштва Свети Сава из Београда. Чињеница да је сарађивао и са хрватским и српским друштвима као и то да је унапређивао просвету у Босни, објашњава његову Југословенску оријентисаност. Тугомир Алауповић, Андрићев професор из сарајевске гимназије, је 16. јануара 1934. године после тешке операције, у писму Тихомиру Ђорђевићу, угледном српском етнологу, поручио: На жалост, моје се наде нису испуниле и ја ћу морати дуга а можда и дефинитивно остати у Загребу. Боли ме и жао ми је да због тих разлога морам поднети оставку као члан Главног одбора Друштва „Свети Сава”. Али будите уверени да ћу до краја живота остати веран оној лепој и племенитој: „Брат је мио ма које вере био”.

## Младост
Тугомир Алауповић је рано изгубио оца па га је одгојила мајка Ивка Абрамовић-Клинчић. Основну школу завршио је у Долцу, код Травника. Похађао је гимназију у Травнику и Сарајеву. После гимназије студирао је славистику и класичну филологију у Загребу и Бечу. Тугомир Алауповић, слависта, као један од ретких са академским звањем доктора наука, 1894. је докторирао код Ватрослава Јагића у Бечу. У Бечу је одбранио дисертацију Вила Словинка, Јурја Бараковића, и тако постао један од првих доктора наука у Босни.

## Каријера
Тугомир Алауповић је радио као професор у Сарајеву (1904–1910). Године 1910. постаје директор Велике гимназије у Тузли. Од 1913-1915 саветник је за школство и надзорник средњих школа у Босни и Херцеговини. Аустроугарска која је сумњичаво посматрала сваки акт духовног и националног идентитета у Босни, у раду Тугомира препознала је наводну велеиздају, па смењен из службе школства, и стављен под кривични суд. Због југословенске оријентације био је под аутстроугарским надзором у Сарајеву. Од средине 1918 до краја рата у Загребу је секретар Матице хрватске. Оснивањем Краљевине постаје министар вера у првој влади СХС. Исте године у Сарајеву постаје члан Народног већа Краљевине СХС, а Народна влада у Босни и Херцеговини декретом му враћа некадашњу службу у просвети.